# Édouard Glotin (Jésuite)
Pour les articles homonymes, voir Glotin.
Pour les autres membres de la famille, voir Famille Glotin.
Édouard Glotin, né à Bordeaux (Gironde) le 17 septembre 1927, mort à Pau le 21 octobre 2015 , est un prêtre jésuite et écrivain spirituel français, promoteur de la dévotion eucharistique.

## Biographie
Né de Pierre Glotin (1897-1950), directeur de la maison Marie Brizard et président de l'Union des Patronages du Sud-Ouest, et de Eileen Reilher, Édouard Glotin entre au noviciat des jésuites le 2 novembre 1944. Licencié ès lettres en Sorbonne, maîtrise en philosophie et en théologie, il se spécialise également en catéchèse à Lumen Vitae (Bruxelles).
Son premier ministère pastoral se passe au service du Mouvement eucharistique des jeunes [MeJ]. Dans les années 70, il est affecté à la paroisse de l'église Saint-Vénérand de Laval (Mayenne). Après avoir travaillé pendant sept ans comme prêtre-ouvrier, il passe quinze ans au sanctuaire de Paray-le-Monial (1982-1997).
Il s'est spécialisé dans les philosophies du « symbole » et la spiritualité du Cœur de Jésus. Il s'est aussi intéressé à l’ésotérisme ainsi qu'aux nouvelles religiosités. Il meurt le 21 octobre 2015.

## Écrits
- J’entends battre ton Cœur, éd. DDB, 1984
- Le Cœur de Jésus.  Approches anciennes et nouvelles, éd; Lessius, Bruxelles, 2001
- Voici ce Cœur qui nous a tant aimés, éd. de l’Emmanuel, 2003
- La Bible du Cœur de Jésus, éd. Presses de la renaissance, juin 2007,  (ISBN 978-2-7509-0306-0) (BNF 41049196)

## Pour approfondir